# Abu Rawash
Abu Rawash è un sito archeologico dell'Egitto.

Posto ad 8 km a nord-est della necropoli di Giza sulla riva occidentale del Nilo è da considerarsi un ampliamento della necropoli di Menfi.
La località sorge su un'altura calcarea che domina il delta del Nilo ed ospita la piramide incompleta, in egizio "Firmamento del re Djedefre", di Kheper,  sovrano della IV dinastia, figlio del più famoso Cheope.

Il sovrano Kheper scelse questo luogo per erigere la sua tomba probabilmente per allontanarsi dalla necropoli di Menfi per problemi dinastici o per ricollegarsi alle tradizioni della III dinastia oppure per entrambe le motivazioni.
Recenti scavi, e le analisi susseguenti, suggeriscono che la struttura, che ora ha un'altezza di soli 9 metri ed un lato di base di 104,60 metri, fosse stata progettata come una piramide a gradoni piuttosto che come una piramide convenzionale.

La missione archeologica franco-svizzera, che opera a Abu Rawash dal 1995, ha riportato alla luce le tracce della via cerimoniale lunga circa 1500 metri, che collegava il tempio funerario, costruito in mattoni crudi al tempio a valle posto sulla riva del Nilo.
Durante gli stessi scavi sono state identificate una piramide satellite, una piramide secondaria e la fossa per la barca sacra..
È stato possibile identificare il proprietario del complesso piramidale per il ritrovamento di una ventina di resti di statue provenienti dal tempio funerario tra le quali vi era anche quella della consorte, regina Khentetka.
Il sito ha anche restituito un anonimo sarcofago in calcare.
Ulteriori analisi dell'area, a partire dal 2001, hanno portato al riconoscimento della sepoltura di Hornit, uno dei figli di Kheper.

Alla luce di queste recenti scoperte alcuni studiosi hanno ipotizzato che lo stato attuale del monumento non sia dovuto al suo mancato completamento ma ad un'opera di distruzione sistematica, iniziata forse già durante il nuovo regno e proseguita in epoca romana e copta, che ha visto la piramide di Kheper fungere da cava di pietre.
Il sito ospita anche due necropoli, una risalente alla I dinastia ove sono stati ritrovati oggetti riportanti i nomi dei sovrani Aha e Den e l'altra di funzionari della IV dinastia

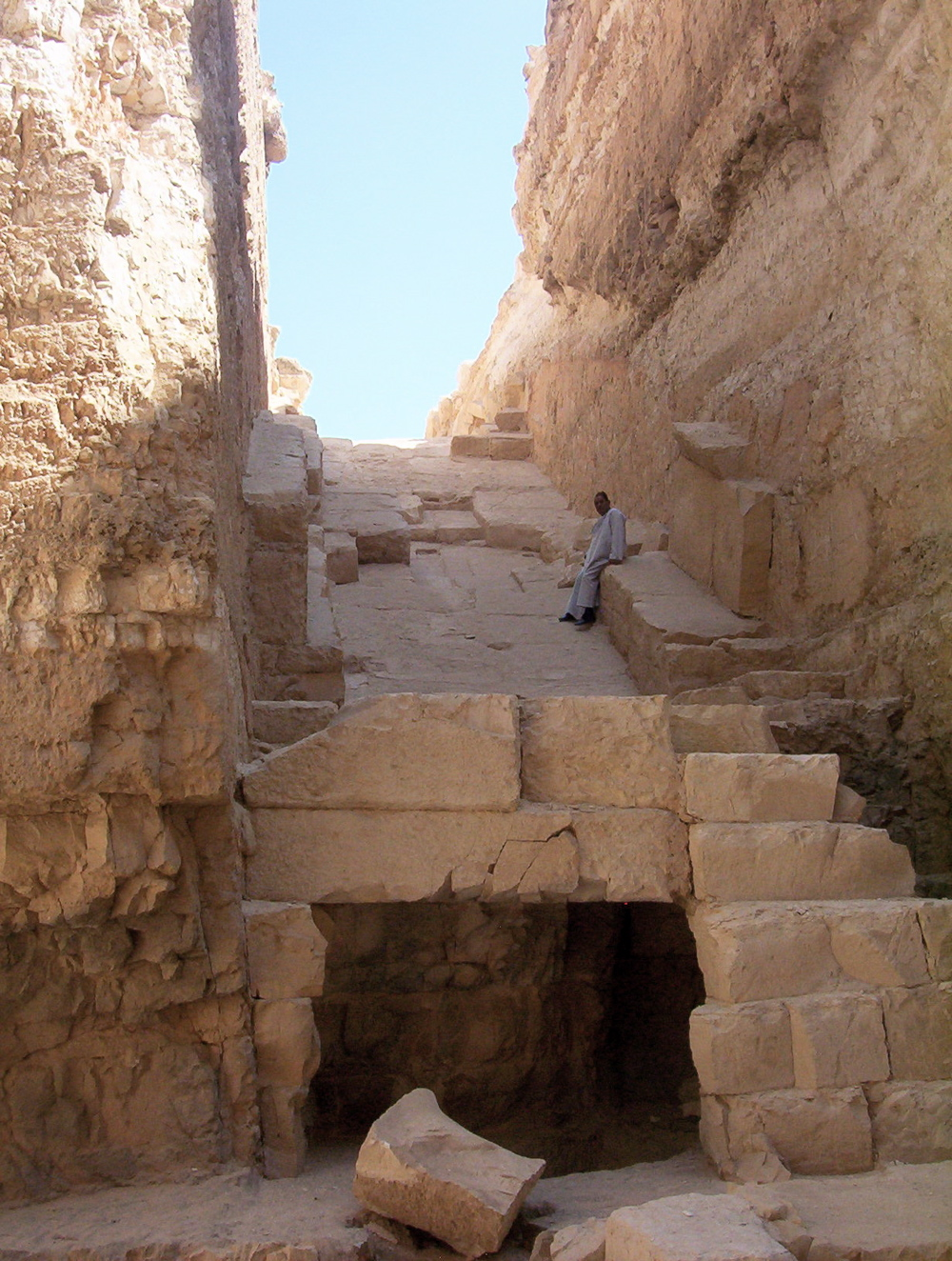
Rampa di accesso alla camera sepolcrale
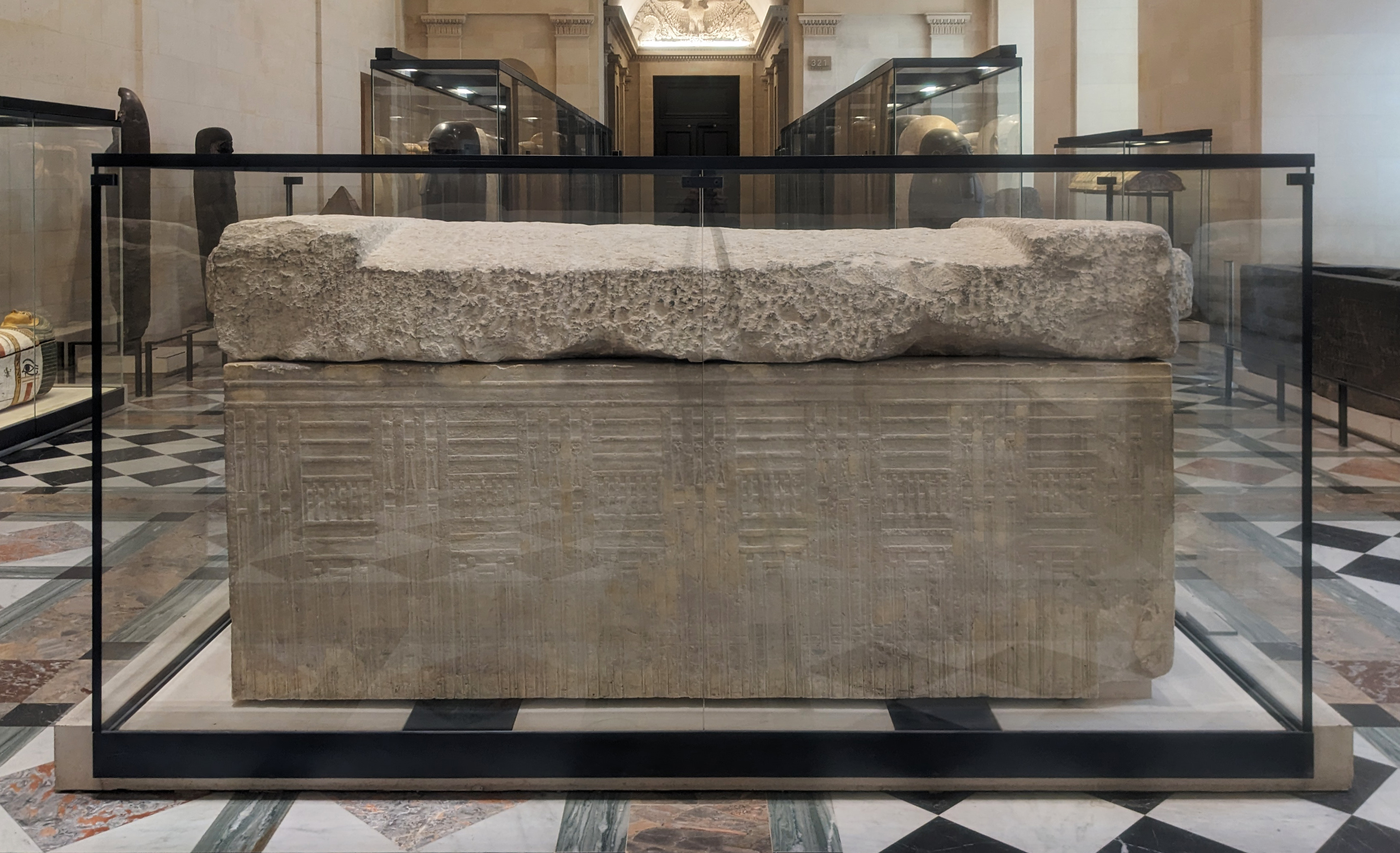
Sarcofago senza nome in calcare
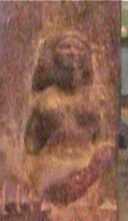
Immagine della regina Khentetka